# 腺萼长蒴苣苔
腺萼长蒴苣苔（学名：Didymocarpus adenocalyx）为苦苣苔科长蒴苣苔属下的一个种。

## 词源
adenocalyx中，adeno意为腺体，calyx意为“花萼”。意为“花萼具腺体的”。该种因花萼下面整个表面散生暗紫色腺体而得种名。